# Luka Voino-Iasenețki
Luka Voino-Iasenețki, cunoscut și ca Sfântul Luca al Crimeii, născut Valentin Feliksovici Voino-Iasenețki (în rusă Валенти́н Фе́ликсович Во́йно-Ясене́цкий; n. 27 aprilie 1877, Kerci, Imperiul Rus – d. 11 iunie 1961, Simferopol, RSS Ucraineană, URSS), a fost un chirurg rus, fondator al chirurgiei septice, scriitor religios, episcop al Bisericii Ortodoxe Ruse și arhiepiscop de Simferopol și Crimeea începând din mai 1946. A fost laureat al Premiului Stalin pentru medicină în 1946.

## Biografie
Valentin Voino-Iasenețki s-a născut în familia unor credincioși ortodocși, dar, potrivit memoriilor sale, nu a primit o educație religioasă din partea părinților. El a deprins învățăturile lui Hristos prin citirea cu asiduitate a Noului Testament. A intrat prin concurs la Academia de Arte din Kiev, dar a abandonat-o pentru a urma studii de medicină la Universitatea din Kiev. A lucrat o perioadă ca medic chirurg și anestezist în mai multe spitale din Rusia. A realizat un număr mare și variat de intervenții chirurgicale și s-a remarcat îndeosebi în chirurgia oftalmologică, efectuând transplanturi de cornee în cazuri de trahom. A studiat timp de mulți ani anestezia regională și a încercat tratamentul nevralgiei de trigemen cu anestezie locală. A efectuat numeroase operații chirurgicale în timpul Primului Război Mondial.
În 1916 s-a mutat la Tașkent, crezând că tuberculoza de care suferea soția sa se va ameliora acolo datorită climei calde. Soția sa a murit la Tașkent în octombrie 1919. După înființarea Universității din Tașkent, medicul Valentin Voino-Iasenețki a fost numit profesor universitar de anatomie și chirurgie și a condus una dintre cele mai vestite clinici chirurgicale din Asia Centrală. A publicat mai multe studii de medicină; principala sa lucrare este Eseuri de chirurgie septică (în rusă Очерки гнойной хирургии), care este considerată încă o carte de referință și un manual pentru chirurgi. Apariția acestei lucrări a avut o mare importanță în anii următori Primului Război Mondial, când antibioticele nu apăruseră încă sau nu erau accesibile în Uniunea Sovietică.
Medicul Voino-Iasenețki era o persoană religioasă și se ruga Maicii Domnului înaintea fiecărei operații. În februarie 1921, în plină perioadă de persecuție religioasă, când preoții și episcopii erau întemnițați, exilați sau împușcați, el a fost hirotonit preot și apoi tuns în monahism cu numele Luca. Atârnase o icoană în sala de operații și ținea cursuri îmbrăcat în haine preoțești și cu o cruce la gât. Primele conflicte cu autoritățile comuniste au avut loc atunci când reprezentanții noului regim au interzis prezența icoanelor în spitale. Ieromonahul Luca a fost hirotonit episcop de Tașkent și Turkestan la 31 mai 1923, în timpul patriarhului Tihon al Moscovei. Autoritățile comuniste au dispus concedierea lui de la universitate și apoi arestarea lui.
În perioada sovietică a fost supus represiunilor politice și a fost de mai multe ori anchetat și arestat până la declanșarea Războiului Ruso-German. A trăit 11 ani în exil în diferite locuri de pe teritoriul Uniunii Sovietice. A fost deportat inițial în ținutul Turuhansk și adus înapoi după mai multe intervenții, apoi, în 1930, a fost condamnat la 3 ani de exil pentru o presupusă instigare la crimă și deportat la Arhanghelsk după ce un fost coleg, medicul și profesorul universitar Ivan Mihailovski, s-a sinucis într-o criză de nebunie. În această perioadă episcopul Luca și-a continuat activitatea de medic, vindecând gratuit un număr mare de bolnavi și, potrivit lui Alexandr Soljenițîn, chiar și pe unii activiști comuniști. În 1933 a călătorit la Leningrad pentru a se opera de o tumoră, iar primul secretar local Serghei Kirov a încercat să-l convingă să renunțe la rangul bisericesc, oferindu-i conducerea unui institut medical. Episcopul Luca a refuzat și s-a întors în 1934 la Tașkent, de unde a fost deportat pentru a treia oară în ținutul Krasnoiarsk. Încă de la începutul Marelui Război pentru Apărarea Patriei a lucrat în diferite spitale militare din Siberia, unde a efectuat numeroase operații, aplicând propria metodă de tratament a rănilor purulente și salvând viețile a mii de militari sovietici.
În anul 1942 situația Bisericii Ortodoxe Ruse s-a îmbunătățit, iar autoritățile sovietice i-au permis episcopului Luca să-și desfășoare activitatea de ierarh. A îndeplinit funcțiile de arhiepiscop de Krasnoiarsk și Enisei (1942-1944) și arhiepiscop de Tambov și Miciurinsk (1944-1946). În 1946 a fost numit în rangul de arhiepiscop de Simferopol și Crimeea, militând în următorii 15 ani pentru redeschiderea bisericilor și încetarea persecuției religioase. Episcopul Luca a trăit o viață întreagă în condiții modeste, dăruindu-și toate câștigurile săracilor sau orfanilor de război. Starea precară de sănătate l-a împiedicat să mai opereze, iar în 1956 a orbit complet. A murit la 11 iunie 1961, la vârsta de 84 de ani, iar mormântul său a devenit curând un loc de pelerinaj pentru credincioși.

## Canonizarea și cinstirea lui
Sinodul Bisericii Ortodoxe din Ucraina (aflată în jurisdicția Bisericii Ortodoxe Ruse) a recunoscut evlavia populară a credincioșilor față de arhiepiscopul Luca și a propus în 1995 canonizarea lui ca sfânt. Pe 17 martie 1996 rămășițele pământești ale arhiepiscopului Luca au fost deshumate, în cadrul unei ceremonii la care au participat mai multe mii de persoane, și, potrivit unor martori, răspândeau o mireasmă plăcută, iar inima lui a fost găsită neputrezită. Trei zile mai târziu, pe 20 martie 1996, moaștele sale au fost mutate în Catedrala „Sf. Treime” din Simferopol. Arhiepiscopul Luca al Crimeii a fost canonizat de Biserica Ortodoxă Rusă la 25 mai 1996. Ziua sa de prăznuire este 29 mai/11 iunie (calendarul iulian [vechi]/calendarul gregorian [nou]).
Sfântul Sinod al Bisericii Ortodoxe Române a hotărât în ședința de lucru din 28-29 septembrie 2012 includerea din anul 2013 a Sfântului Ierarh Luca, Arhiepiscopul Crimeii în calendarul creștin ortodox român, cu ziua de prăznuire la 11 iunie, considerându-l un „model de ierarh și medic creștin care se bucură deja de cinstire deosebită în multe Biserici Ortodoxe”.
În prezent, moaștele Sf. Luca se află în Catedrala Sfintei Treimi din Simferopol, dar unele părticele au fost răspândite în alte biserici ortodoxe din întreaga lume: mănăstirile Sagmata și Dovra din Grecia, capela Spitalului Clinic de Urgență Floreasca și Biserica Șerban Vodă din București etc. Credincioșii ortodocși din întreaga lume manifestă evlavie față de Sfântul Luca și sunt consemnate numeroase minuni atribuite mijlocirii sale.

## Galerie

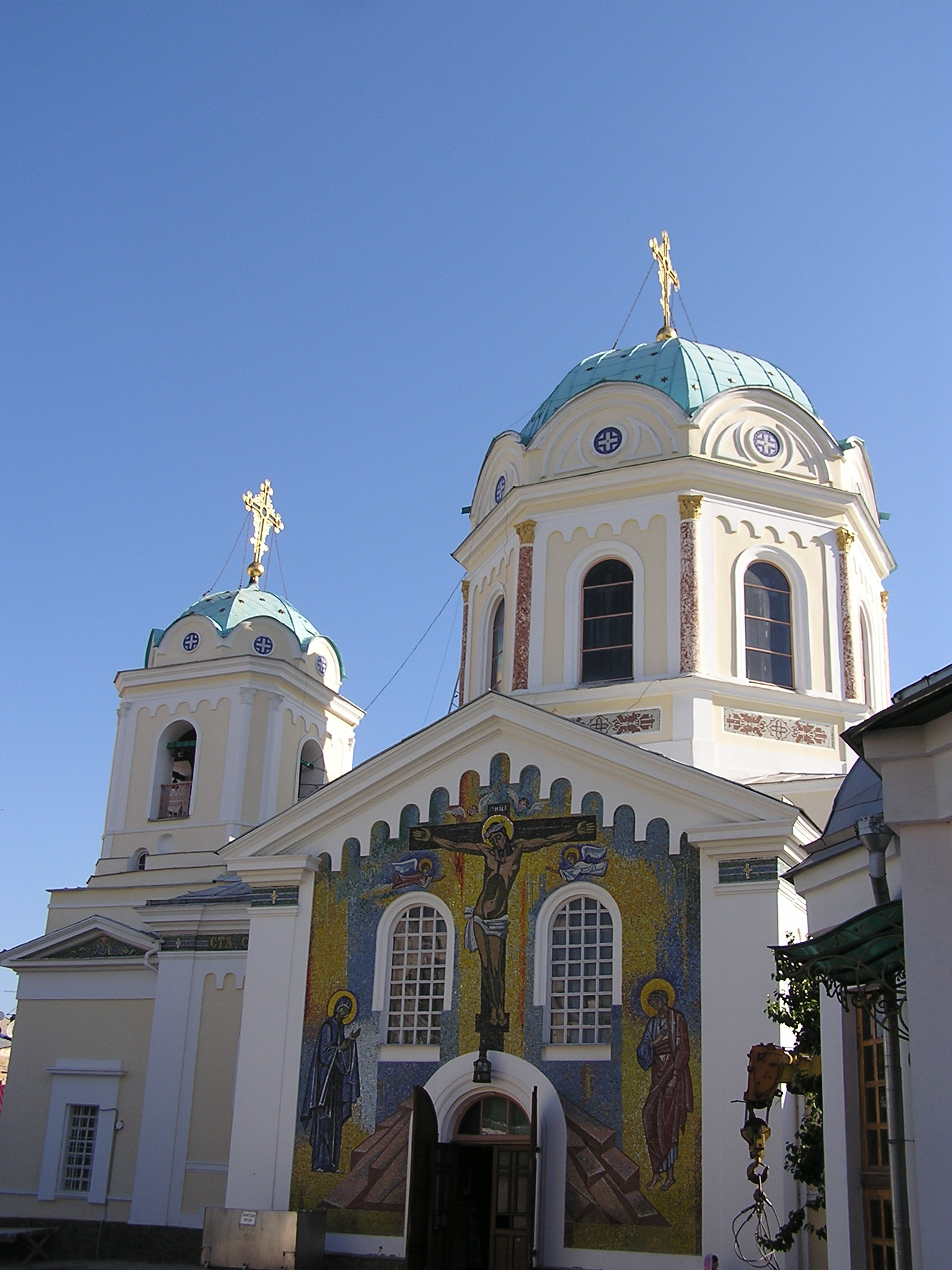
Catedrala „Sf. Treime” din Simferopol, unde sunt păstrate moaștele Sf. Luca